# Tyrnävä
Tyrnävä este o comună din Finlanda.